# Julhas Mannan
Julhas Mannan (en bengalí: জুলহাজ মান্নান; 13 d'octubre de 1976 - Dhaka, 25 d'abril de 2016) va ser un activista i editor bengalí. Va ser conegut principalment per editar la primera revista de tendència LGBT del seu país, Roopbaan, que va començar a publicar-se el 2014. L'abril de 2016 va ser assassinat a casa seva per un grup suposadament de caràcter islamista radical. Mannan també treballava per l'Agència Nord-americana pel Desenvolupament Internacional (USAID), a més d'haver treballat com a funcionari de protocol de l'ambaixada dels Estats Units.
En un país molt conservador, que prohibeix l'homosexualitat per llei, Mannan es va destacar com un activista favorable als drets dels col·lectius LGTB. A més de l'edició de la revista Roopbaan, l'activista també era un dels organitzadors de la Rainbow Rally, o manifestació de l'Arc de Sanmartí, que se celebra des del 2014 cada 14 d'abril.
El 25 d'abril, un grup d'entre 5 i 6 homes van entrar a casa de Mannan, a Dhaka, on l'editor bengalí es trobava amb uns amics. A cop de matxet, els assaltants van matar Mannan i un altre home, a més de ferir-ne un tercer.
Aquests assassinats arribaven en un moment de gran tensió al país asiàtic, ja que diversos activistes laics havien mort violentament els mesos anteriors, com ara el bloguista Niloy Neel, el maig de 2015. De fet, dos dies abans de la mort de Mannan, el professor Rezaul Karim Siddiquee, de 58 anys, havia estat assassinat a Rajshahi.